# Tabernacolo dei Linaioli

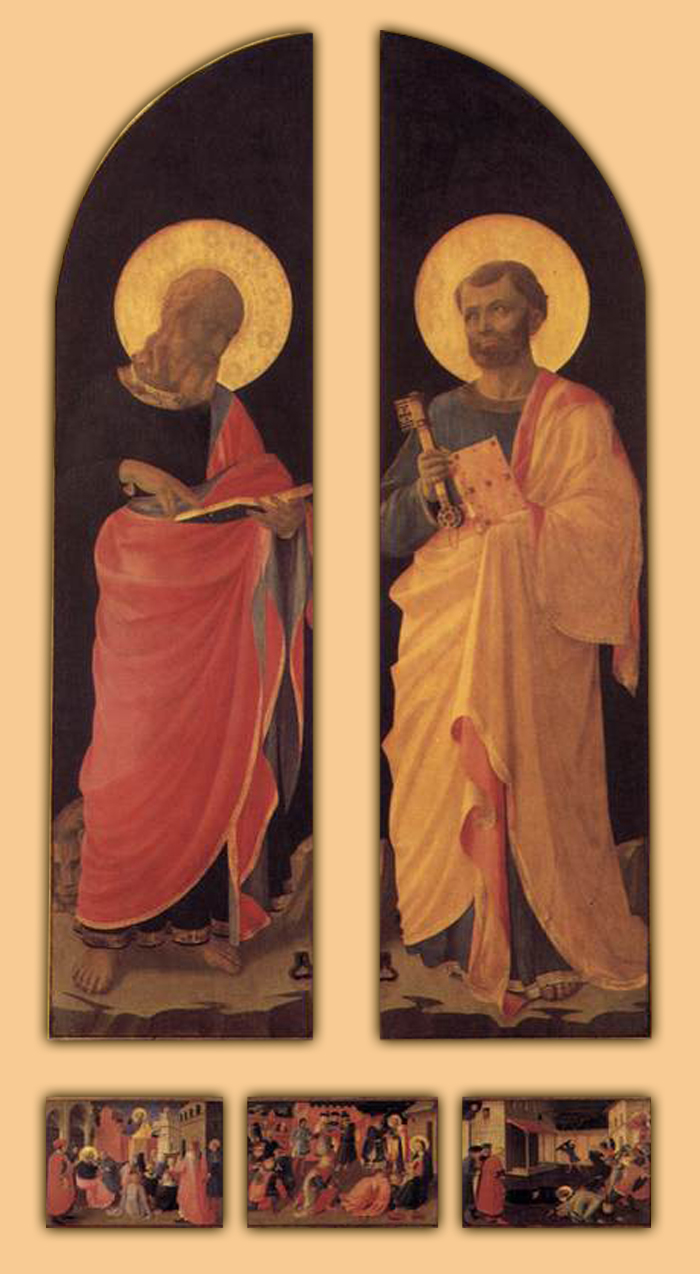
Il tabernacolo chiuso

Il Tabernacolo dei Linaioli è un tempietto marmoreo di Lorenzo Ghiberti con pitture di Beato Angelico (tempera su tavola 260x330 cm). L'opera, conservata nel Museo nazionale di San Marco di Firenze, risale al 1432-1433.

## Storia
La commissione di un tabernacolo esterno per la sede dell'Arte dei Linaioli e Rigattieri in Mercato Vecchio (nell'allora piazza Sant'Andrea) a Firenze risale all'ottobre del 1432, quando al legnaiolo Jacopo di Bartolo da Settignano detto il Papero fu allogata la parte di carpenteria, mentre le parti marmoree furono scolpite da Simone di Nanni da Fiesole e da Jacopo di Bartolomeo da Settignano, su disegno di Lorenzo Ghiberti (il quale ricevette un compenso, il 29 ottobre di quell'anno, di tre fiorini d'oro). Può darsi comunque che l'esecuzione fosse completata con un certo ritardo, poiché la parte figurata con l'Eterno benedicente tra due cherubini, iconograficamente derivata da un'opera del senese Giovanni d'Agostino, mostra affinità con opere dei Della Robbia di qualche anno successive.
Il contratto destinato all'Angelico per dipingere "di dentro e di fuoi co' colori oro et azzurro et ariento, de' migliori et più fini che si truovino" è datato 2 luglio 1433, con un compenso pattuito di 190 fiorini d'oro. La predella viene in genere datata al 1434-1435. Non si conosce la data esatta dell'installazione del tabernacolo sulla facciata del palazzo.
L'opera è di misure eccezionali, paragonabile, nel panorama della pittura fiorentina, solo alla Maestà di Santa Trinita di Cimabue o alla Madonna Rucellai di Duccio di Buoninsegna. Più che un tabernacolo assomiglia a un portale monumentale. Forse le misure e la forma furono dovute a una tavola o un affresco duecentesco già presente, che venne rimpiazzato, o più probabilmente si voleva eguagliare con la pittura la maestosità delle statue nelle nicchie di Orsanmichele.
Già nel 1777 l'opera era stata ricoverata nel palazzo della Borsa, dove erano confluiti alcuni beni delle Arti di Firenze, e in quell'anno l'opera venne trasferita agli Uffizi. Nel 1924 fu destinata al Museo di San Marco.
Con la distruzione del Mercato Vecchio per fare spazio al "Risanamento" cittadino, venne distrutta la sede originale dell'Arte dei Linaiuoli, dove esisteva ancora lo spazio che un tempo accoglieva il tabernacolo.
Il tabernacolo è stato oggetto di un capillare restauro concluso nel 2010, al termine del quale è stato temporaneamente esposto nella biblioteca di Michelozzo nel Museo di San Marco.

## Descrizione
Il tabernacolo è composto da una struttura marmorea rettangolare con cuspide triangolare, dove si trova una mandorla col Cristo benedicente e Angeli cherubini. Al centro, dentro un'apertura ad arco, si trova la tavola dell'Angelico, con la Maestà incorniciata da una fascia con dodici angeli musicanti. Davanti si trovano due sportelli mobili dipinti su entrambi i lati con santi a tutta figura: all'esterno, visibili quando il tabernacolo è chiuso, si trovano San Marco Evangelista (sinistra) e San Pietro (destra); all'interno San Giovanni Battista (sinistra) e San Marco (destra). La pala è completa di predella, divisa in tre pannelli con: San Pietro detta il Vangelo a san Marco, Adorazione dei Magi e Martirio di san Marco. La figura di Marco ricorre perché era il protettore della corporazione.
Il pannello centrale, sebbene fortemente danneggiato, presenta uno stile coerente con le prime opere dell'Angelico, con un gradino marmoreo sul quale si trova il seggio; oltre due drappi di tendaggi (richiamo all'attività tessile della corporazione?) si vede un soffitto dipinto come un cielo stellato (richiamo all'Annunciazione di Washington di Masolino) dove vola la colomba dello Spirito Santo.

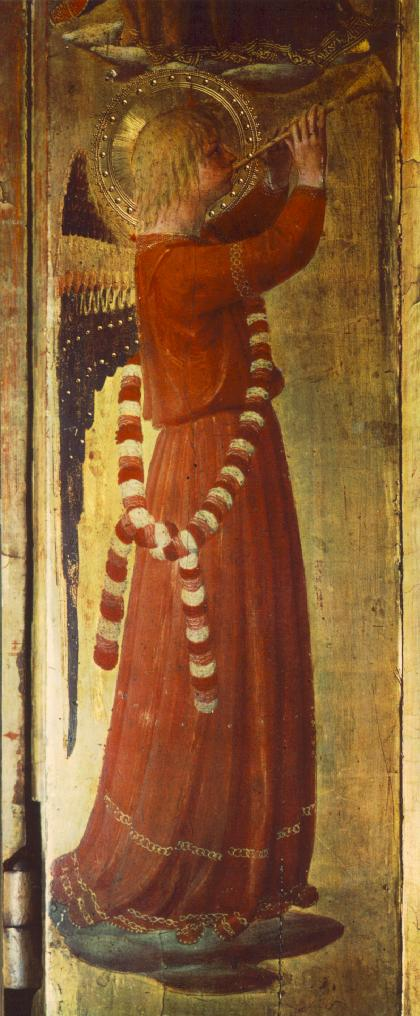
Angelo musicante

### Predella
Il primo pannello della predella mostra San Pietro che detta il Vangelo a san Marco. Vi si vede il primo apostolo che da un pulpito ligneo a base esagonale predica alla folla mentre a sinistra san Marco seduto sta scrivendo, con l'aiuto di un novizio inginocchiato che gli regge il calamaio. Partecipano alla scena numerosi personaggi abbigliati secondo la moda dell'epoca, mentre lo sfondo è composto da una serie di edifici in prospettiva, che ricordano, più o meno fedelmente, scorci dell'architettura fiorentina dipinti con notevole rifinizione (il campanile della Badia, palazzo Vecchio, ecc.). La forma della figura di san Pietro e la composizione con i personaggi di profilo e di spalle ricordano alcuni affreschi della Cappella Brancacci, in particolare la Resurrezione del figlio di Teofilo e san Pietro in cattedra di Masaccio. La profondità spaziale è maggiore che in scene dipinte precedentemente.
Il pannello centrale presenta un'innovativa Adorazione dei Magi, dove al posto del tradizionale corteo disposto orizzontalmente come un fregio (come nell'Annunciazione di Cortona) si trova una composizione di tipo circolare. La Vergine col Bambino è sempre seduta sulla destra a ricevere l'omaggio di due Magi, mentre il resto del corteo è disposto su una fila parallela in secondo piano, con il terzo magio occupato a parlare con san Giuseppe. Nella testa del giovane tra i due cavalli, dipinta con una tecnica pointillista, si è voluta riconoscere la mano del giovane Piero della Francesca.
La terza scena mostra il Martirio di san Marco: il corpo del santo, trascinato per le vie di Alessandria, viene colto da una grandinata prodigiosa che mette in fuga gli aguzzini. La parte destra è occupata dalla rappresentazione della tempesta dalla quale fuggono concitatamente i personaggi, con azioni eloquenti che nell'opera dell'artista si ritrovano solo nelle scene della Vita dei santi Cosma e Damiano della pala di San Marco. La rappresentazione atmosferica della tempesta richiama il Miracolo della Neve del Sassetta a Siena, ma non trova riscontro nella pittura fiorentina.
La predella

## Stile
Le figure del tabernacolo sono caratterizzate dall'assialità prospettica e dalla centralità. La Madonna è incorniciata da una profusione di broccati e tendaggi dorati, che le donano un'aura di preziosità e sospensione paragonabile alle icone. L'importanza data alle stoffe può essere legata a motivi contingenti per l'attività della corporazione, ma la loro presenza amplifica anche la luce, i volumi e i colori della Vergine col Bambino.
I santi, nonostante la dimensione che li rendeva i più grandi di qualsiasi altro pannello fiorentino dell'epoca, vennero rappresentati con estrema perizia e forse nel disegno venne in aiuto Lorenzo Ghiberti, come sembra suggerire un passo dei Commentari e alcune somiglianze con le sue statue per Orsanmichele (in particolare il San Matteo e il Santo Stefano, dei quali i dipinti sulle ante sembrano le trasfigurazioni pittoriche). Le figure maestose del Tabernacolo vennero probabilmente create per compartecipare a pieno titolo proprio con i tabernacoli di Orsanmichele, dove le altre Arti avevano le statue dei loro santi protettori.
I santi sono dipinti con una calcolata tridimensionalità e sembrano bucare la superficie pittorica, come statue appunto: San Giovanni Battista tiene la croce in avanti rispetto al corpo; San Giovanni Evangelista, ha la mano destra tesa in segno di benedizione e il libro voltato verso lo spettatore; San Marco, protettore dei Linaioli, ha una posa organizzata sulle linee diagonali e un libro in prospettiva; San Pietro infine tiene con le due mani il volume delle Epistole ed ha la mano destra lievemente più avanti del corpo e la sinistra spinta fuori da sotto il mantello.
Gli angeli musicanti della cornice sono disegnati con grande libertà, maggiore che in opere anteriori, e forse intervenne nel loro disegno Ghiberti, anche se lo stato di conservazione non permette di giudicare se furono effettivamente dipinti dall'Angelico o da un collaboratore.